# Gouvernement Juncker-Poos I
Grand-Duché de Luxembourg
Gouvernement Santer-Poos III Gouvernement Juncker-Poos II
Le gouvernement Juncker-Poos I (luxembourgeois : Regierung Juncker-Poos I), est le gouvernement du Luxembourg en fonction du 20 janvier 1995 au 26 janvier 1995.

## La transition
Appelé à présider la Commission européenne à partir du 23 janvier 1995, Jacques Santer, Premier ministre, ministre d’État, démissionne en date du 20 janvier 1995 des fonctions qu’il assumait au sein du gouvernement.
S.A.R. le Grand-Duc reçoit en audience de congé le Premier ministre sortant Jacques Santer, à qui est conféré le titre honorifique de ses fonctions, avec remerciements pour bons et loyaux services rendus. Ensuite, S.A.R. le Grand-Duc reçoit en audience Jean-Claude Juncker, ministre des Finances, ministre du Travail. Nommé Premier ministre, ministre d’État, il garde les portefeuilles des Finances et du Travail, et il obtient celui du Trésor.
Jean-Claude Juncker prête serment devant le Grand-Duc aux termes de l’article 110 de la Constitution. Le Premier ministre Jean-Claude Juncker entre immédiatement en fonction.

## Composition
| Portefeuille | Titulaire | Titulaire            | Parti |
| --- | --------- | -------------------- | ----- |
| Premier ministre Ministre d'État Ministre des Finances Ministre du Travail Ministre du Trésor                                                |           | Jean-Claude Juncker  | CSV   |
| Vice-Premier ministre Ministre des Affaires étrangères, du Commerce extérieur et de la Coopération                                           |           | Jacques F. Poos      | LSAP  |
| Ministre de la Famille et de la Solidarité Ministre des Classes moyennes et du Tourisme Ministre de la Fonction publique                     |           | Fernand Boden        | CSV   |
| Ministre de l'Intérieur Ministre du Logement                                                                                                 |           | Jean Spautz          | CSV   |
| Ministre de l'Éducation nationale Ministre de la Justice                                                                                     |           | Marc Fischbach       | CSV   |
| Ministre de la Santé Ministre de l'Environnement                                                                                             |           | Johny Lahure         | LSAP  |
| Ministre de l'Économie Ministre des Travaux publics Ministre de l'Énergie                                                                    |           | Robert Goebbels      | LSAP  |
| Ministre de l'Aménagement du territoire Ministre de la Force publique Ministre de l'Éducation physique et des Sports Ministre de la Jeunesse |           | Alex Bodry           | LSAP  |
| Ministre de l'Agriculture, de la Viticulture et du Développement rural Ministre déléguée aux Affaires culturelles                            |           | Marie-Josée Jacobs   | CSV   |
| Ministre de la Sécurité sociale Ministre des Transports Ministre des Communications                                                          |           | Mady Delvaux-Stehres | LSAP  |
| Secrétaire d'État aux Affaires étrangères, au Commerce extérieur et à la Coopération                                                         |           | Georges Wohlfart     | LSAP  |